# Діана Штайн
Діана Штайн (також відома як Діана Айше; нар. ???) — театральна режисерка, драматургиня, сценографка, авторка текстів пісень та виконавиця. У своїх проєктах поєднує режисуру, сценографію та літературну творчість. Працювала з такими установами, як Національний академічний драматичний театр імені Івана Франка, Дніпровський академічний український музично-драматичний театр імені Тараса Шевченка та Національний центр театрального мистецтва імені Леся Курбаса. Окрім театральної діяльності, займається розвитком проєкту «Duskhaus» у Німеччині.

## Ранні роки та освіта
Виросла в Україні. В юності провела рік, навчаючись у Сполучених Штатах.
Здобула ступінь бакалавра з психології та англійської мови і літератури у 2009 році та ступінь магістра з психології у 2010 році в Дніпровському національному університеті ім. Олеся Гончара. Пройшла акторський курс у театрі «Віримо!». Згодом навчалася театральній режисурі в Київському національному університеті театру, кіно і телебачення ім. Івана Карпенка-Карого, де у 2014 році завершила навчання на бакалавраті, а у 2015 році отримала ступінь магістра.
У цей період ініціювала створення театру «Aparté», у якому ставила експериментальні постановки. Також брала участь у проєктах у галузі візуального мистецтва, організовувала спеціалізовані арт-заходи та співпрацювала з українськими художниками, дизайнерами і фотографами, зокрема беручи участь у художніх проєктах та комерційних фотосесіях.

## Кар’єра
Робота Діани Штайн охоплює режисуру, написання п’єс, створення текстів пісень, музичні проєкти, виконавство та літературний переклад. Її проєкти включають незалежний експериментальний театр, постановки на національній сцені та міжнародні колаборації.  Штайн ініціювала та очолила театр «Aparté», для якого створила оригінальні драматургічні тексти, адаптації літературної класики та поставила понад десять експериментальних вистав, зокрема «Здрастуйте, це Макс» (за п’єсою Ханоха Левіна), «Гра» (за п’єсою Семюела Беккета), «Коханець» (Гарольд Пінтер) та «Експериментальний світ» (за творами Пера Лагерквіста). Її роботи цього періоду вирізнялися експериментальною сценографією та концептуальними інноваціями.
Згодом Штайн розширила свою діяльність, розпочавши співпрацю з державними театрами, зокрема працюючи в трупі Національного академічного драматичного театру імені Івана Франка («Усі мої сини» Артура Міллера,«Подорож Аліси до Швейцарії» Лукаса Берфуса та «Санація» Вацлава Гавела – як асистентка режисера). Паралельно як режисерка реалізовувала незалежні проєкти, зокрема мультимедійну виставу «pOST bLOCK», створену в форматі site-specific і представлену в Музеї духовних скарбів України. Ця робота досліджувала тему міської ідентичності. В жанрі абсурдистського театру працювала  над постановкою двох версій вистави «Картин не буде» за мотивами повісті «Стара» Даниїла Хармса (Художній центр ім. Івана Козловського Національного академічного театру оперети, 2013; Національний центр театрального мистецтва імені Леся Курбаса, 2015).
У Дніпровському національному академічному українському музично-драматичному театрі імені Тараса Шевченка Штайн поставила «Маленькі подружні злочини» (2014) за п’єсою Еріка-Емманюеля Шмітта та «Гедду Габлер» (2015) за п’єсою Генріка Ібсена. За постановку «Маленькі подружні злочини» отримала нагороду за найкращий дебют на театральному фестивалі «Січеславна» у 2014 році. Обидві постановки мали схвальні рецензії критиків.
У Національному академічному драматичному театрі імені Івана Франка поставила музичну виставу «Джельсоміно в країні брехунів» (2016–2018), для якої написала сценічну адаптацію та тексти оригінальних пісень. Також Штайн заснувала в театрі лабораторію Actor’s Multilingual Performance Lab, що досліджувала зв’язок між мовною адаптацією та акторською грою. На основі програми було створено англомовну виставу Farewell Cabaret (2020–2021), де Штайн виступила як режисерка, драматургиня, авторка текстів пісень та виконавиця.
Її роботи, включно з «Картин не буде», були представлені на культурних подіях, таких як міжнародний фестиваль GOGOLFEST, та здобули визнання, зокрема номінацію на театральну премію «Київська пектораль».
У 2022-2023 роках Штайн брала участь у керівництві міжнародним театральним фестивалем у Тель-Авіві (Tel Aviv International Theatre Festival, TAITF), формуючи його художню програму.
Нині Штайн проживає в Німеччині. Її досвід співпраці з національними театрами, провідними європейськими культурними організаціями та міжнародними артистами сформував її міждисциплінарний підхід. Зараз Штайн розвиває проєкт Duskhaus в Німеччині.

## Адвокація, міжнародна співпраця та освітні проєкти
Діана Штайн активно долучалася до підтримки незалежного театру та культурних ініціатив, співпрацювала з такими організаціями, як Європейська театральна конвенція (European Theatre Convention, ETC), Міжнародна мережа сучасного виконавського мистецтва (International Network for Contemporary Performing Arts, IETM) та Східноєвропейська платформа виконавських мистецтв (East European Performing Arts Platform, EEPAP). Відіграла ключову роль у створенні першої онлайн-платформи для театру в Україні, яка надавала ресурси незалежним митцям та театральним інституціям. Також Штайн брала участь у дискусіях під час зустрічі IETM Satellite Meeting у Києві, зміцнюючи зв’язки між українськими та міжнародними театральними професіоналами. Її діяльність у рамках Робочої групи для незалежних театрів та участь у круглих столах, організованих Національною спілкою театральних діячів України (НСТДУ), були спрямовані на вирішення системних проблем у театральній галузі. 
На міжнародній арені Штайн співпрацювала з інституціями, що підтримують міжкультурний обмін, зокрема з Ґете-Інститутом, брала участь у пленарних засіданнях IETM  та конференціях ETC. Працювала в театрі Schauspielhaus Graz у місті Грац (Австрія), брала участь у проєктах Cactus Land (за романом Ентоні Ллойда) та Benefiz (за п’єсою Інґрід Лаузунд),  а також у Context Theatre в Ізраїлі, де працювала над постановкою «Кнопка» Йосефа Бар-Йосефа. 
Штайн інтегрувала театральні практики в освітній процес, створила та керувала ініціативами, такими як Foreign Language Through Drama та семінарами з драматичної педагогіки, використовуючи театр як інструмент навчання. Вела освітні програми в Aparté Theatre Studio та була лектором в Ресурсному центрі імені Джанет С. Демірей (JCD ETRC) в Києві, який підтримується Посольством США. У театральній студії «Aparté» проводила курс «Сучасні інтерпретації літературної класики», в рамках якого вела обговорення та пропонувала нові підходи до класичних текстів.

## Режисерські роботи
- 2007 — «Паперова вулиця» адаптація Діани Штайн за творами М. Тіаса[60]
- 2008 — «Ляльковий дім» Діана Штайн
- 2008 — «Здрастуйте, це Макс» адаптація Діани Штайн за п’єсою Ханоха Левіна[61]
- 2008 — «Гра» Семюеля Бекетта
- 2009 — «Аномія» Діани Штайн
- 2009 — «Music of Spring Performance» Діани Штайн[62]
- 2010 — «Черстві булки» адаптація Діани Штайн за оповіданням О. Генрі
- 2010 — «Філіп Гласс іде за хлібом» Девіда Айвза
- 2010 — «Експериментальний світ» адаптація Діани Штайн за творами Пера Лаґерквіста
- 2011 — «Перемога» Діани Штайн
- 2011 — «Зовнішнє життя» Діани Штайн
- 2012 — «Коханець» Гарольда Пінтера
- 2013 — «Картин не буде» адаптація Діани Штайн за повістю «Стара» Данііла Хармса
- 2014 — «pOST bLOCK» (Діана Штайн)[29]
- 2014 — «Маленькі подружні злочини» Еріка-Емманюеля Шмітта[63]
- 2015 — «Картин не буде» адаптація Діани Штайн за повістю «Стара» Данііла Хармса
- 2015 — «Гедда Ґаблер» за п'єсою Генріка Ібсена
- 2016 — «Говори до мене, як дощ, і дай слухати» Теннессі Вільямса[12]
- 2016 — «Джельсоміно в країні брехунів» адаптація повісті Джанні Родарі, тексти п’єси та пісень Діани Штайн[18][64]
- 2020 — «Farewell Cabaret» Діани Штайн

## Переклади
- «Сон літньої ночі» Вільяма Шекспіра
- «Вибрані сонети» Вільяма Шекспіра
- «Бенджамін Франклін: Американське життя» Уолтера Айзексона (переклад Діани Айше та Володимира Кузіна, видавництво "Манн, Іванов і Фербер", 2013, ISBN 978-5-91657-672-6) [65][66]
- «Ідеальне плавання: Повна система тренувань плавців і тріатлетів» Пола Ньюсома та Адама Янга, видавництво "Манн, Іванов і Фербер", 2013 (ISBN 978-5-91657-653-5) [67][68]

## Зовнішні посилання
- Офіційний сайт
- Профіль на Theapolis
- Medium